# London ’66–’67
A London ’66–’67 a Pink Floyd egyik kevésbé ismert, nem hivatalos albuma, mely két, „elveszett” számot tartalmaz, az Interstellar Overdrive egy hosszabb verzióját,  és a Nick's Boogie-t. A számokat eredetileg Peter Whitehaed Tonite Let’s All Make Love in London című filmjéhez készítették 1967 januárjában, de 1995-ig nem adták ki. Ezek az együttes legrégebbi számai, amik kereskedelemben megvásárolhatók.
A CD-t eredetileg 1995-ben adták ki, majd 2005-ben az eredeti filmmel együtt DVD-n is megjelent.

## A számok listája
1. „Interstellar Overdrive” (Pink Floyd) – 16:46
2. „Nick's Boogie” (Pink Floyd) – 11:50

## Szereplők
- Syd Barrett: gitár.
- Roger Waters: Basszusgitár.
- Richard Wright: szintetizátor.
- Nick Mason: dobok.
- Colin Miles: Producer.